# 高禮和
高禮和，CBE（1937年12月5日—），前英屬香港官員，曾任銓敘司、運輸司及大埔理民官等職，並曾於1960年代以曲棍球運動員身份代表香港出戰多場國際運動會。

## 生平

### 早年生涯
高禮和的家族出身於英属印度旁遮普邦，而高禮和則於1937年12月生於香港。然則，由於受日軍入侵香港的戰火波及，他們一家於1940年代初返回家鄉。高禮和於1943年至1947年間，在旁遮普邦的盧迪亞納就讀小學，並在1947年返港轉讀官立嘉道理爵士小學，1951年升讀英皇書院，並於1956年畢業。同年，他進入香港大學就讀，在1960年獲文學士後赴英留學，並於1962年獲劍橋大學銜。
1962年9月，高禮和以教育司署助理教育主任身份入職香港政府，並任官立學校皇仁書院的教師。1964年7月，他轉任為政務主任，並隨即進入新界民政署任行政助理。1965年1月，高禮和轉任荃灣副理民官，任內敲定為馬灣提供電話服務及泳灘更衣室，並曾於1967年農曆新年間，代替抱恙的理民官班禮士向各村拜年及聽取當地居民對改善生活的意見。1967年9月，高禮和被調回輔政司署任助理輔政司，並於1970年4月轉任大埔理民官，再度前往地方辦事。同年10月，他晉升為高級政務主任，並於1972年6月升任首長級丙級政務官。

### 新界地方行政
高禮和在任期間，沙田新市鎮、大埔新市鎮處於首期工程的施工階段，包括道路建設、填海及樓宇建設，而石湖墟及邊境地區亦有一定發展。同時，其轄區中的偏遠地區亦有一定發展，包括吉澳建成社會服務中心及提供水電供應、打鼓嶺週田村建成村公所提供康樂設施等。另外，就安置漁民上岸定居的問題上，高禮和亦支持及協助居於大埔滘及龍尾灘一帶的漁民，要求設置漁民新村安置的要求。然則，西貢北約地區的發展滯後，尤其以欠缺水電供應為核心問題，港府一直以怠慢的態度處理該區對發展的要求，亦招致該區鄉事委員會的批評。
1973年1月，高禮和離任大埔理民官一職，並於同年5月轉任為新界民政署副署長，同年9月至10月間，因時任元朗理民官韋能信返英度假，他曾一度暫代該府的職位。1974年1月，高禮和離任新界民政署前往進修，至同年4月返港。之後，他轉任輔政司署的決策科職位，不再參與新界的地方行政。

### 輔政司署
1974年5月，高禮和被委任為副環境司，並於同年8月改任首席助理環境司，期間曾在1974年至1976年間，共署任副環境司一職達十個月。1976年12月，他出任市政事務署新界區總署的副署長一職，職位於1979年4月因新界發展改組為新界市政署署長。在任期間，市政事務署及新界市政署於1979年起推出小販管理隊的前身「一般事務隊」，專責執行小販管理政策。同時，新界市政署的規模亦在新界人口不斷上升下增加。高禮和曾於1980年指出，新界市政署的人手將由當時的六千人增加至五年後的15000人以應付新市鎮人口的需求。另外，高禮和於1977年2月晉升為首長級乙級政務官。
1980年10月，高禮和離任新界市政署，並於翌月改任為副銓敘司。1983年7月，高禮和晉升為首長級乙一級政務官，並於同時獲確定為香港海關總監的繼任人，接替退休的莊敦賢。1984年6月，高禮和正式接任該職。在任海關總監期間，高禮和處理與香港海關在主權移交後參與世界海關組織的地位問題，以及加強與廣東省政府在走私及掃毒方面的合作。同時，高禮和亦曾在署任工商司期間，處理當時美國貿易保護主義對香港造成的衝擊，包括透過遊說集團影響當地的政治局勢、引起在港設處的跨國公司的關注、聯絡美國高級官員及國會議員作遊說，以及在關稅暨貿易總協定會議上譴責美國保護主義法案等方式，試圖影響當地的政局。1985年9月，高禮和晉升為首長級甲級政務官。
1986年6月，高禮和出任運輸司一職，並於同年9月晉升為司級官員。

### 運輸司及銓敘司
高禮和在任運輸司半年間，處理林林總總與香港交通運輸有關的問題，包括禁止被吊銷駕駛執照者復牌的法案、輕便鐵路收費及壟斷西北交通疑慮、的士濫收車資問題、在繁忙時間增加紅磡海底隧道的附加稅以減輕嚴重塞車的提案等。1986年11月，一輛利蘭勝利二型在屯門公路行駛時意外翻側，造成五人死亡。高禮和在事後負責以外的善後事宜，包括向議會交代調查的進度，以及解釋巴士的設計合符安全標準等。
1987年1月，高禮和改任銓敘司。就任銓敘司後，高禮和展開訪問各公務部門的行程，促進銓敘科與各部門高層人員及公務員協會的溝通。另外，他亦負責處理每年公務員薪酬調整有關的事宜，包括與三個評議會就年度調整對話，以及就公務員本地化下，外籍公務員提早離職的賠償安排。1990年1月，高禮和離任銓敘司一職，並從港府退休。

### 往後生活
高禮和在1987年底在北京訪問期間，因心臟病發而入院，之後在1989年中再度因輕微中風在瑪麗醫院留醫。他在醫生的命令下接受長時間休息，因此在出院後飛往加拿大卑詩省休養。由於健康問題，他於1990年以52歲之齡提早退休，之後定居於卑詩省。他在卑詩省積極參與當地的草地滾球俱樂部活動，並於2001年加入橡樹灣草地保齡球俱樂部，對推廣及參與草地滾球有著貢獻。

## 個人生活

### 曲棍球運動員
高禮和在1953年至1990年間為曲棍球會「Nav Bharat Club」的成員。他自1957年起開始代表香港參與國際賽事，包括1962年及1966年亞洲運動會，並於1964年東京奧運中組成隊伍參戰，是香港史上首支隊伍參加夏季奧運會。之後，他代表香港繼續參與國際曲棍球賽事，至1975年退役。1968年至1972年間，他任香港曲棍球總會主席。

### 皇家香港軍團
高禮和於1963年加入皇家香港軍團，於1974年晉升為軍團少校，並於1984年就任海關總監後，退任為香港軍團後備軍官。1987年，他獲委為香港軍團名譽上校。